# 話題の医学
『話題の医学』（わだいのいがく）とは、NETテレビ（現・テレビ朝日）で1960年6月6日から1967年3月31日まで放送され、1967年4月16日から2016年12月25日までテレビ東京（1981年9月30日までは『東京12チャンネル』、日本科学技術振興財団テレビ事業本部→1973年11月1日より株式会社東京十二チャンネル）で放送されていた、日本医師会企画制作の医療情報番組であり、初回や年頭の挨拶などに当時医師会会長であった武見太郎が度々出演していた。
1997年4月6日以降は番組終了まで日曜 5:00 - 5:15（JST）に生放送されていた
。

## 番組概要
現在の医療などをその道の権威が解説するものであり、基本的には医師などの医療従事者向けであった。また、医療に関心の高い人にも理解できるようになっていた。
一社提供番組であったが、MSD（旧社名：万有製薬）などの製薬メーカー各社が週替わりでスポンサーを務める方式を採っていた。
2016年12月25日をもって番組は終了、最終回のエンディングでは、お別れのメッセージによる簡易的なもので締められていた。テレビ東京の番組ではもっとも放送期間が長く、49年9か月放送され、NETテレビ時代から通算して56年間の歴史に幕を下ろした。同時に、日本科学技術振興財団テレビ事業本部時代から続いたテレ東現役レギュラー番組は1本もなくなった。

## 放送時間の変遷

### NETテレビ時代[4][5][6]
- 月曜日 23:10 - 23:25　（1960年6月6日 - 9月19日）
- 月曜日 23:15 - 23:30　（1960年9月26日 - 10月10日）
- 月曜日 23:10 - 23:25　（1960年10月17日 - 10月31日）
- 月曜日 23:45 - 24:00　（1960年11月7日 - 11月21日）
- 月曜日 23:20 - 23:35　（1960年11月28日 - 12月12日）
- 水曜日 22:45 - 23:00　（1960年12月21日 - 1961年1月25日）
- 月曜日 23:15 - 23:30　（1961年1月30日 - 5月29日）
- 月曜日 23:30 - 23:45　（1961年6月5日 - 8月28日）
- 日曜日 23:15 - 23:30　（1961年9月3日 - 1966年9月25日）
- 金曜日 23:30 - 23:45　（1966年9月30日 - 12月30日）翌週金曜16:15 - 16:30に再放送
- 金曜日 16:15 - 16:30　（1967年1月6日 - 3月31日）

最初の1年ほどは頻繁に枠移動を繰り返していた。

### テレビ東京時代
- 日曜日 23:15 - 23:30 （1967年4月16日 - 9月24日）
- 日曜日 09:15 - 09:30 （1967年10月1日 - 1968年3月31日）
- 日曜日 09:45 - 10:00 （1968年4月7日 - 9月29日）
- 土曜日 09:45 - 10:00 （1968年10月5日 - 1969年4月12日）
- 土曜日 09:15 - 09:30 （1969年4月19日 - 9月27日）
- 土曜日 08:15 - 08:30 （1969年10月4日 - 1977年3月26日）
- 土曜日 07:45 - 08:00 （1977年4月2日 - 9月24日）
- 木曜日 16:30 - 16:45 （1977年10月6日 - 1978年9月28日）
- 木曜日 07:45 - 08:00 （1978年10月5日 - 1979年3月29日）
- 日曜日 06:30 - 06:45 （1979年4月8日 - 1980年3月30日）
- 日曜日 06:00 - 06:15 （1980年4月6日 - 1990年9月30日）
- 日曜日 05:45 - 06:00 （1990年10月7日 - 1992年3月29日）
- 日曜日 05:15 - 05:30 （1992年4月5日 - 1997年3月30日）
- 日曜日 05:00 - 05:15 （1997年4月6日 - 2016年12月25日）

## 放送局
番組終了時には、関東ローカルでの放送となったが、NETテレビ時代には毎日放送にもネットされていた時期がある。山陽放送・中国放送などNETテレビ時代から東京12チャンネルに移ってもネットを継続した局もあった。